# Здание городской управы (Астана)
Здание городской управы (каз. Қалалық басқарма ғимараты) — памятник архитектуры конца XIX века в Астане. Входит в список памятников истории и культуры местного значения.

## История
Одноэтажное здание городской управы города Акмолинска было построено в 1880 году и стало первым административным зданием города.
27 декабря 1917 года инициативная большевистская группа во главе с Тимофеем Бачком образовала Акмолинский городской Совдеп. 2 марта 1918 года на первом уездном съезде рабочих, крестьянских, солдатских и мусульманских
депутатов было принято решение об установлении в уезде единой Советской власти. По завершении работы съезда его участники торжественно спилили столб с двуглавым opлом, установленный перед зданием городской управы.
В 1919 году в здании располагался штаб 59-й стрелковой дивизии. Затем в разные годы здесь располагались городская и областная библиотеки. С конца 1970-х годов здание принадлежит драматическому театру им. М. Горького.